# Теллурат аммония
Теллурат аммония — соль аммония и теллуровой кислоты с формулой (NH4)2TeO4.
Соль представляет собой бесцветные кристаллы. Растворяется в воде и не растворяется в этаноле.

## Получение
Получают окислением диоксида теллура TeO2 перекисью водорода в аммиачной среде.